# Saint Charles (Arkansas)
Saint Charles es un pueblo ubicado en el condado de Arkansas en el estado estadounidense de Arkansas. En el Censo de 2010 tenía una población de 230 habitantes y una densidad poblacional de 103,62 personas por km².

## Geografía
Saint Charles se encuentra ubicado en las coordenadas 34°22′25″N 91°8′17″O / 34.37361, -91.13806. Según la Oficina del Censo de los Estados Unidos, Saint Charles tiene una superficie total de 2.22 km², de la cual 2.2 km² corresponden a tierra firme y (1.05%) 0.02 km² es agua.

## Demografía
Según el censo de 2010, había 230 personas residiendo en Saint Charles. La densidad de población era de 103,62 hab./km². De los 230 habitantes, Saint Charles estaba compuesto por el 97.83% blancos, el 0.43% eran afroamericanos, el 0% eran amerindios, el 0.43% eran asiáticos, el 0% eran isleños del Pacífico, el 0% eran de otras razas y el 1.3% pertenecían a dos o más razas. Del total de la población el 0% eran hispanos o latinos de cualquier raza.